# Josephine Whittell

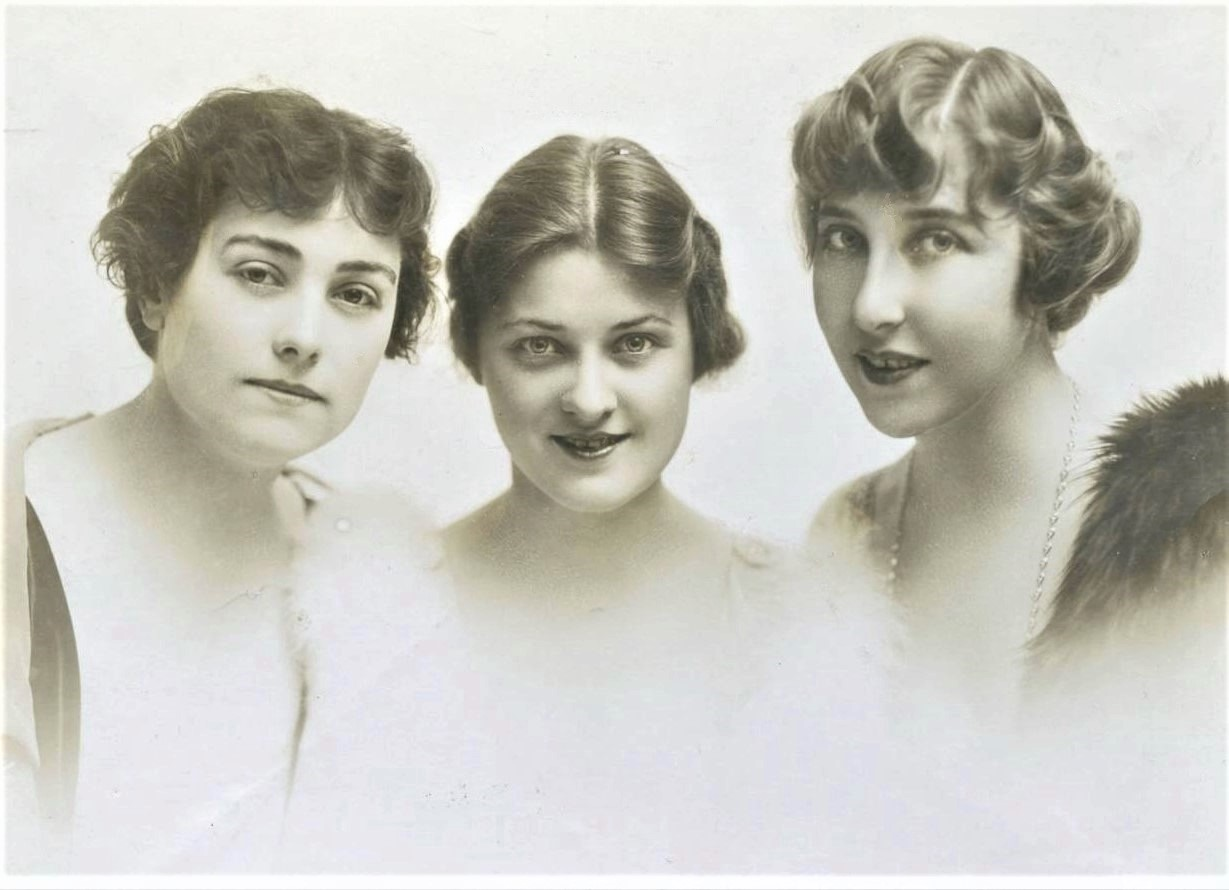
De g. à d. : Louise Kelley, Vivian Wessell et Josephine Whittell, dans The Only Girl (Broadway, 1914-1915)

Josephine Whittell (nom de naissance : Josephine Cunningham), née le 30 novembre 1883 à San Francisco (Californie) et morte le 1er juin 1961 à Los Angeles (quartier d'Hollywood, Californie), est une actrice et chanteuse américaine.

## Biographie
Épouse en premières noces de George Whittell Jr. (d'où son nom d'actrice) et en secondes noces de l'acteur Robert Warwick (mariages conclus par deux divorces), Josephine Whittell débute au théâtre et joue notamment à Broadway (New York), principalement dans des comédies musicales. La première est The Little Millionaire de George M. Cohan (1911-1912, avec l'auteur et Donald Crisp). Suivent entre autres The Only Girl sur une musique de Victor Herbert (1914-1915, avec Thurston Hall et Ernest Torrence) et une adaptation titrée One Kiss de l'opérette française Ta bouche sur une musique de Maurice Yvain (1923-1924, avec Louise Groody). Elle se produit une dernière fois à Broadway dans la comédie musicale No, No, Nanette sur une musique de Vincent Youmans (1925-1926, avec Louise Groody et Charles Winninger).
Au cinéma, elle apparaît d'abord dans quatre films muets sortis entre 1917 et 1921. Elle revient à l'écran dix ans plus tard, contribuant comme second rôle de caractère ou dans des petits rôles non crédités à quatre-vingt-un autres films américains, depuis Caught Plastered de William A. Seiter (1931, avec Wheeler & Woolsey) jusqu'à Les Boucaniers d'Anthony Quinn (1958, avec Yul Brynner et Charlton Heston).
Entretemps, mentionnons Une riche affaire de Norman Z. McLeod (1934, avec W. C. Fields et Kathleen Howard), Pension d'artistes de Gregory La Cava (1937, avec Katharine Hepburn et Ginger Rogers), La Danseuse des Folies Ziegfeld de Robert Z. Leonard (1941, avec Lana Turner et Judy Garland), Ève éternelle d'Edward Buzzell (1946, avec Van Johnson et Esther Williams) et Une place au soleil de George Stevens (1951, avec Montgomery Clift et Elizabeth Taylor).
Josephine Whittell meurt en 1961, à 77 ans.

## Théâtre à Broadway (intégrale)
(comédies musicales, sauf mention contraire)
- 1911-1912 : The Little Millionaire, musique, lyrics, livret et mise en scène de George M. Cohan : Bertha Burnham
- 1912-1913 : Miss Princess, opérette, musique d'Alexander Johnstone, lyrics de Will B. Johnstone, livret de Frank Mandell : Kattrina De Creusi
- 1913-1914 : The Madcap Duchess, musique et orchestrations de Victor Herbert, lyrics et livret de David Stevens et Justin Huntly McCarthy : Stéphanie
- 1914-1915 : The Only Girl, musique et orchestrations de Victor Herbert, lyrics et livret d'Henry Blossom : Margaret Ayer
- 1916 : Sybil, musique de Victor Jacobi, lyrics et livret d'Harry Graham et Harry B. Smith : Grande Duchesse Anna Pavlovna
- 1918-1919 : Glorianna, musique de Rudolf Friml, lyrics et livret de Catherine Chisholm Cushing, décors de Joseph Urban : Thérèse
- 1920 : Betty, Be Good, musique d'Hugo Riesenfeld, lyrics et livret d'Harry B. Smith : Betty Lee
- 1923 : Ta bouche (One Kiss), opérette, musique de Maurice Yvain, lyrics originaux d'Albert Willemetz, livret original d'Yves Mirande, adaptation de Clare Kummer : Mme de Peyster
- 1924 : The Busybody, pièce de Dorrance Davis : Rosamond Rossmore
- 1925-1926 : No, No, Nanette, musique de Vincent Youmans, lyrics d'Irving Caesar et Otto Harbach, livret de Frank Mandel et Otto Harbach : Lucille Early

## Filmographie partielle

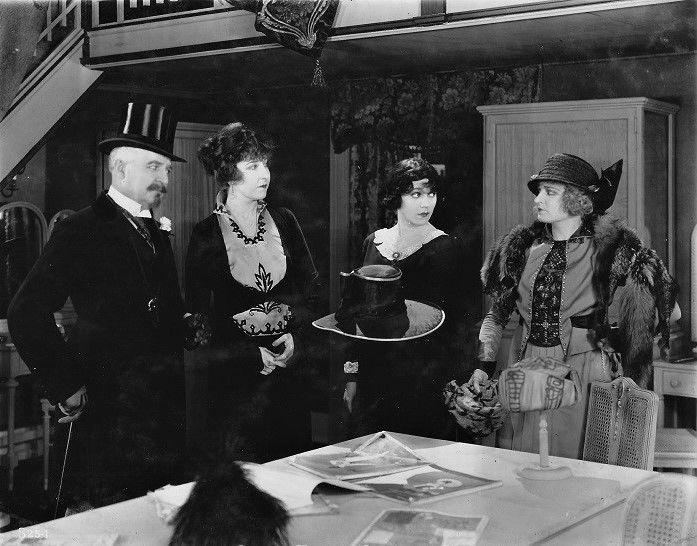
De g. à d. : Frank Losee, Josephine Whittell, Alice Brady et Gladys Valerie, dans Marie, Ltd. (1919)

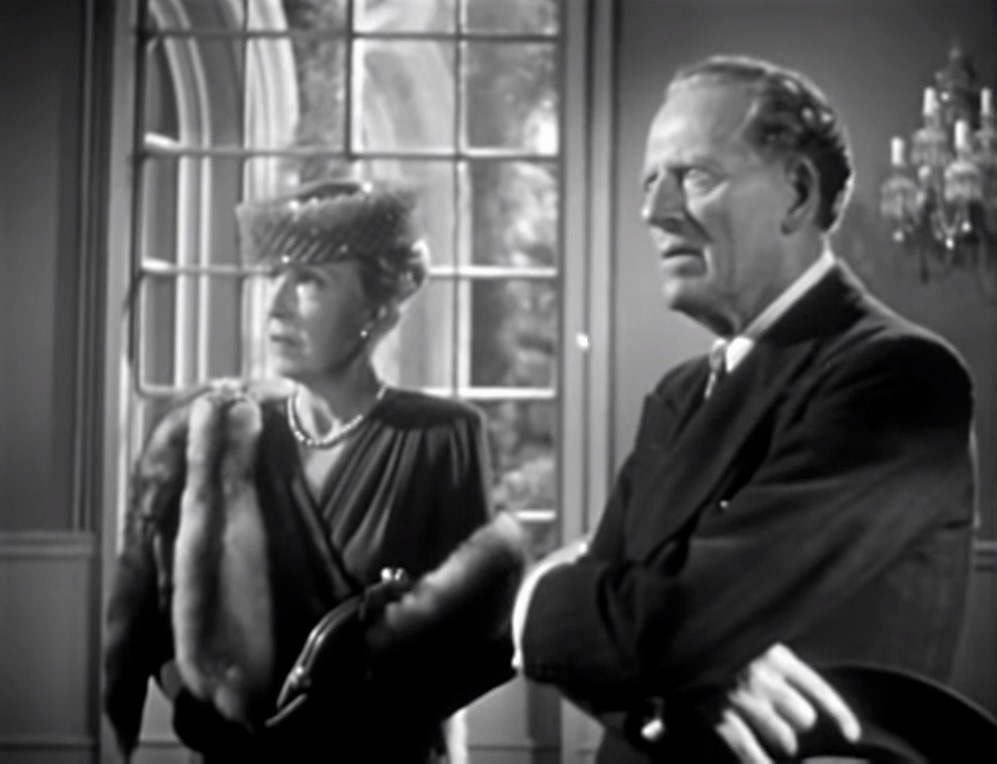
Avec James Kirkwood Sr., dans Une fille perdue (1946)

- 1917 : Alimony (en) d'Emmett J. Flynn : Bernice Bristol Flint
- 1919 : Marie, Ltd. (en) de Kenneth S. Webb : Adelaide
- 1919 : The Climbers (en) de Tom Terriss : Clara Hunter
- 1921 : The Inner Chamber (en) d'Edward José : Nellie McGuire
- 1931 : Caught Plastered de William A. Seiter : Mlle Newton
- 1931 : Peach-O-Reno de William A. Seiter : Mme Doubleday-Doubleday
- 1932 : L'Âme du ghetto (Symphony of Six Million) de Gregory La Cava : Mme Gifford
- 1932 : What Price Hollywood? de George Cukor : Mlle DuPont
- 1934 : Une riche affaire (It's a Gift) de Norman Z. McLeod : Mme Dunk
- 1934 : Entrée de service (Servant's Entrance) de Frank Lloyd : Christina
- 1934 : Love Time de James Tinling : Mme Obenbiegler
- 1935 : Rivaux (Under Pressure) de Raoul Walsh : la rédactrice en chef
- 1935 : Shanghai (titre original) de James Flood : Mme Truesdale
- 1936 : Suivez votre cœur (Follow Your Heart) d'Aubrey Scotto : Mme Plunkett
- 1937 : Pension d'artistes (Stage Door) de Gregory La Cava : Mlle Arden
- 1938 : Un envoyé très spécial (Too Hot to Handle) de Jack Conway : la fausse Mme Harding
- 1939 : Femmes (The Women) de George Cukor : Mme Spencer
- 1941 : Glamour Boy de Ralph Murphy : Helga Harris
- 1941 : La Danseuse des Folies Ziegfeld (Ziegfeld Girl) de Robert Z. Leonard : Perkins
- 1942 : Le Nigaud magnifique (The Magnificent Dope) de Walter Lang
- 1944 : L'amour cherche un toit (Standing Room Only) de Sidney Lanfield : Mlle Becker
- 1945 : Le Cottage enchanté (The Enchanted Cottage) de John Cromwell : la gérante de la cantine
- 1945 : La Foire aux illusions (State Fair) de Walter Lang : Mme Metcalf
- 1946 : Ève éternelle (Easy to Wed) d'Edward Buzzell : Mme Burns Norvell
- 1946 : Rendezvous with Annie d'Allan Dwan : Mlle Thorndike
- 1946 : Une fille perdue (That Brennan Girl) d'Alfred Santell : Mme Van Derwin
- 1946 : Le Traître du Far-West (The Virginian) de Stuart Gilmore : Mme Jasper
- 1946 : Affairs of Geraldine  de George Blair : Belle Walker
- 1947 : L'Extravagante Miss Pilgrim (The Shocking Miss Pilgrim) de George Seaton : la gérante de la pension de famille
- 1948 : Un caprice de Vénus (One Touch of Venus) de William A. Seiter : la douairière
- 1948 : Bonne à tout faire (Sitting Pretty) de Walter Lang : Martha Hammond
- 1949 : Les Mirages de la peur (The Accused) de William Dieterle : la secrétaire de Dean
- 1949 : Chinatown at Midnight de Seymour Friedman : Emily Dryden
- 1949 : Le Rebelle (The Fountainhead) de King Vidor : l'hôtesse au cocktail de campagne contre Wynand
- 1949 : The Lady Takes a Sailor de Michael Curtiz : une journaliste
- 1950 : Reportage fatal (Shakedown) de Joseph Pevney : Mme Worthington
- 1951 : Si l'on mariait papa (Here Comes the Groom) de Frank Capra : Esther
- 1951 : Une place au soleil (A Place in the Sun) de George Stevens : Margaret
- 1951 : L'Âge d'aimer (Too Young to Kiss) de Robert Z. Leonard : Mme Fullerton
- 1952 : Sous le plus grand chapiteau du monde (The Greatest Show on Earth) de Cecil B. DeMille : une spectatrice
- 1953 : L'Éternel féminin (Forever Female) d'Irving Rapper : Katherine
- 1954 : Une étoile est née (A Star Is Born) de George Cukor : une journaliste
- 1958 : Les Boucaniers (The Buccaneer) d'Anthony Quinn : la douairière